# 閻顧行 (明朝)
閻顧行（1575年—1635年），號篤徵，陕西西安府蒲城縣封村里人。

## 生平
性喜朴素，厌恶华饰。万历三十四年（1606年）丙午科陕西乡试举人，四十七年（1619年）己未科進士，户部觀政，本年六月授北直隶滑县知县，補柏乡县，丁继祖母艰。服闋，以质直改任徽州府儒學教授，升国子监學正，天啓六年转户部山东司主事，改云南司，管北新仓。崇祯元年历升山东司郎中，通州、山海关督饷，三年（1630年）出守黄州府，未几拂衣归。

## 家族
曾祖閻進表。祖父閻朝綱，號肅山。父閻希祖，廪生。母王氏，旌表貞節。
元配任氏，封安人，加封宜人。一子閻調羹，二十七岁而卒。孫閻胤昌。